# Karst van der Meulen
Karst van der Meulen (Sneek, 30 november 1948) is een Nederlands regisseur van jeugdfilms en -series.

## Carrière
Van der Meulen werkte onder andere aan de series Thomas en Senior, De Zevensprong en Mijn idee. Zijn werk is meerdere malen onderscheiden en bekroond. De serie Mijn idee, waarbij fictieve verhalen geschreven door kinderen in aanmerking kwamen voor verfilming, leverde hem in 1988 een eervolle vermelding voor de Nipkowschijf op. 
Van der Meulen trouwde in de zomer van 1990 met Lenie 't Hart. In samenwerking met zijn toenmalige echtgenote heeft hij ook documentaires en reclamespots gemaakt voor het Zeehondencentrum Pieterburen waarover zij destijds de leiding had.

## Veroordeling
Van der Meulen is in 1990 op 41-jarige leeftijd, wegens seksueel misbruik van minderjarige acteurs met wie hij werkte, veroordeeld tot een voorwaardelijke gevangenisstraf van zeven maanden. Destijds werd de veroordeling geanonimiseerd naar buiten gebracht. Dit kwam in november 2017 naar buiten na een stuk in De Telegraaf. Volgens sommigen zou het misbruik zijn doorgegaan in de periode na zijn veroordeling. Van der Meulen ontkende dit.

## Films en televisieseries (selectie)
- 1972 - Circus Op Stelten (jeugdspeelfilm)
- 1974 - Oom Ferdinand en de toverdrank (jeugdspeelfilm (95'))
- 1976 - Peter en de vliegende autobus (jeugdspeelfilm (98'))
- 1977 - Filmblik (informatief jeugdprogramma (8 afl. à 10'))
- 1979 - Martijn en de Magiër (jeugdspeelfilm (100'))
- 1980 - De bende van hiernaast (jeugdspeelfilm (100'))
- 1982 - De Zevensprong (televisieserie (13 afl. à 30'))
- 1982 - Knokken voor twee (jeugdspeelfilm)
- 1985 - Thomas en Senior (televisieserie (7 afl. à 25')) en Thomas en Senior op het spoor van brute Berend (jeugdspeelfilm (90') en televisieserie (4 afl. à 25'))
- 1985 - Mijn idee I (televisieserie (6 afl. à 25'), verhalen, gebaseerd op ideeën van kinderen), met een vervolg in 1986 en 1989
- 1989 - Kunst en Vliegwerk (jeugdspeelfilm (35 mm, 100') en televisieserie (5 afl. à 25'))
- 1994 - De Legende van de Bokkenrijders (televisieserie (13 afl. à 25'))
- 1998 - De Zeehondencrèche en de Monniksrob (televisiedocumentaire (27'30") (Mauritanië))
- 1999 - It's a beautiful day (serie radio- en televisiespots voor de Zeehondencrèche)
- 2003 - LNV-Leidraad: Theorie en Realiteit (documentaire (09'30"), ambtelijke dwalingen)
- 2004 - Dimitris (documentaire (15'). over opvang van een monniksrob in Griekenland)
- 2004 - Zeehondenopvang in Pieterburen (documentaire (20'), het werk van de crèche)

## Onderscheidingen en bekroningen
Peter en de vliegende autobus: 
- 1977, Moskou. Beste komische film.
- 1979, Alexandria. Beste jeugdfilm.

Martijn en de Magiër: 
- 1979, Moskou. Beste kinderacteur.
- 1979, Bombay. 3e prijs beste film.
- 1980, Gijon. 3e prijs beste film.

De bende van hiernaast: 
- 1981, Moskou. Beste jeugdfilm.

Knokken voor twee: 
- 1984, Giffoni. Beste regisseur.
- 1984, Avellino. Beste regisseur.

Thomas en Senior: 
- 1986, Giffoni. Beste kinderacteur.
- 1986, Giffoni. Beste regisseur.

Mijn idee I en II: 
- 1988, Amsterdam. E.V. Nipkowschijf.

Kunst en Vliegwerk: 
- 1990, Berlijn. Beste jeugdfilm.

Oeuvre: 
- 1989, Amsterdam. Cinekid-award.

De Legende van de Bokkerijders: 
- 1995, Nederland. Noord-Zuid Trofee.
- 1995, Amsterdam. Grote Kinderkastprijs.
- 1995, Amsterdam. Kleine Kinderkastprijs